# Dennis Potter
Dennis Potter, född 17 maj 1935 i Berry Hill, Gloucestershire, död 7 juni 1994 i Ross-on-Wye, Herefordshire, var en brittisk författare och dramatiker.
Potter fick sitt genombrott som pjäsförfattare för såväl teaterscenen som TV vid mitten av 1960-talet. Han fick internationell berömmelse med de originella TV-serierna Pennies from Heaven (1978), Den sjungande detektiven (1986) och Lipstick on Your Collar (1993). Potter skrev även romaner såsom Ticket to Ride (1986) som låg till grund för filmen Hemliga vänner (1992) som han själv regisserade, essäsamlingar och filmmanus, bland annat Gorkijparken (1983).
Potter skrev även manus till filmen Pennies from Heaven, baserad på hans TV-serie med samma namn, som 1982 nominerades till en Oscar för bästa manus.

## Filmografi (urval)
- 1978 – Pennies from Heaven (TV-serie)
- 1981 – Pennies from Heaven
- 1983 – Gorkijparken
- 1986 – Den sjungande detektiven
- 1992 – Hemliga vänner
- 1993 – Lipstick on Your Collar (TV-serie)